# Curtiss XF15C
El Curtiss XF15C fue un prototipo de caza de propulsión mixta de los años 40 del siglo XX. Estaba entre varios diseños similares ordenados por la Armada de los Estados Unidos antes de que los aviones a reacción puros demostraran su habilidad de operar desde portaaviones y los diseños de propulsión mixta fueran abandonados. Se construyeron tres prototipos, estrellándose el primero durante las pruebas, mientras que el segundo fue desguazado y el tercero perdura actualmente.

## Desarrollo
A finales de los años 40, la Armada estadounidense estaba interesada en el concepto de la propulsión mixta para sus cazas embarcados. Los motores a reacción de la época tenían una respuesta muy lenta, lo que representaba una preocupación de seguridad en caso de una aproximación frustrada a un portaaviones, ya que el avión no podría acelerar lo suficientemente rápido para mantenerse en el aire después de llegar al final de la cubierta. Esto condujo a órdenes de una serie de cazas de propulsión mixta, que incluían al FR Fireball.
Por ello, se emitió una orden a Curtiss el 7 de abril de 1944 para la entrega de tres aviones de propulsión mixta, designados F15C. Propulsado por un motor a hélice Pratt & Whitney R-2800 Double Wasp de 1566 kW (2100 hp) y un turborreactor Allis-Chalmers J36, el avión era en teoría el caza más rápido de la Armada estadounidense en esa época.

## Historia operacional
El primer vuelo del primer prototipo ocurrió el 27 de febrero de 1945, sin el turborreactor instalado. Cuando fue completado en abril del mismo año, el avión realizó varias pruebas de propulsión mixta, aunque el 8 de mayo se estrelló en una aproximación de aterrizaje. El segundo prototipo voló por primera vez el 9 de julio del mismo año, y pronto fue seguido por un tercer prototipo. Ambos aviones eran prometedores, pero, en octubre de 1946, la Armada había perdido el interés en el concepto de la propulsión mixta y canceló el desarrollo.

## Operadores
Estados Unidos
- Armada de los Estados Unidos

## Supervivientes

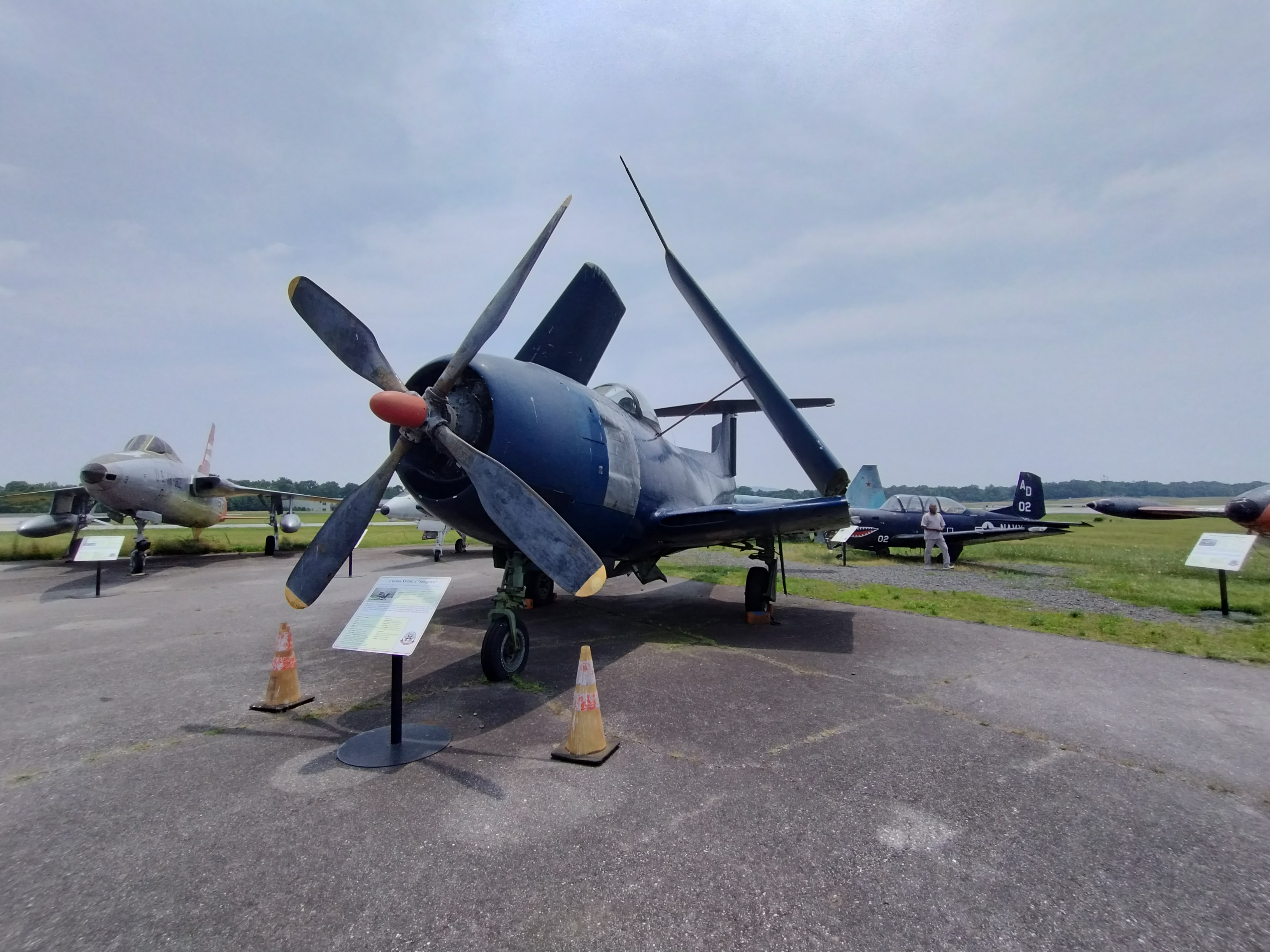
Curtiss XF15C-1 en Hong Kong

De los dos prototipos restantes de este inusual avión, uno fue desguazado después de la Segunda Guerra Mundial, y el otro permaneció almacenado hasta que la Armada lo liberó como pieza de museo. Más tarde fue ubicado en el Quonset Air Museum en North Kingstown, Rhode Island. Una parte del tejado se había desplomado por hielo y nieve en marzo de 2014, por lo que permanecía cerrado. El único superviviente está actualmente en exhibición estática en el Hickory Aviation Museum en Hickory (Carolina del Norte).

## Especificaciones
Referencia datos: Jane's all the World's Aircraft 1947, Curtiss aircraft 1907-1947

### Características generales
- Tripulación: Uno (piloto)
- Longitud: 13,32 m
- Envergadura: 15 m (6,22 m con las alas plegadas)
- Altura: 4,65 m (5,2 m con las alas plegadas)
- Superficie alar: 37 m2
- Peso vacío: 5737 kg
- Peso cargado: 7543 kg
- Peso máximo al despegue: 8481 kg
- Planta motriz: 1× motor radial de 18 cilindros y refrigerado por aire Pratt & Whitney R-2800-34W Double Wasp.
  - Potencia: 1600 kW (2100 hp)
- Hélices: Hamilton Standard de cuatro palas de velocidad constante y abanderamiento total
- Diámetro de la hélice: 3,99 m
- Planta motriz: 1x turborreactor de flujo centrífugo Allis-Chalmers J36 de 12 kN (2700 lbf) de empuje

### Rendimiento
- Velocidad máxima operativa (Vno): 755 km/h con ambos motores a 7700 m (25 300 pies)
- Alcance: 2229 km
- Techo de vuelo: 12 700 m (41 800 pies)
- Régimen de ascenso: 25,5 m/s (5020 pies/min)

### Armamento
- Cañones: 

  - 4 de 20 mm montados en las alas

## Aeronaves relacionadas

### Aeronaves similares
- Ryan FR Fireball
- Mikoyan-Gurevich I-250
- Sukhoi Su-5

### Secuencias de designación
- Secuencia Numérica (interna de Curtiss): ← 96 - 97 - 98 - 99 - 100
- Secuencia F_C (Cazas de la Armada estadounidense, 1922-1962 (Curtiss, 1922-1962)): ← F12C - F13C - F14C - F15C